# Campo Mourão Basquete
A Associação Mourãoense de Basquete, por razões de patrocínio VIPTECH/Campo Mourão, ou simplesmente Campo Mourão Basquete, é um clube de basquetebol brasileiro sediado na cidade de Campo Mourão, no estado do Paraná.

## História (equipe masculina)
O Campo Mourão Basquete surgiu em 2008, quando a Associação Mourãoense de Basquete (Amobasquete) foi fundada com o apoio da Fundação de Esportes de Campo Mourão (Fecam). Logo no ano seguinte, a equipe se sagrou campeã paranaese pela primeira vez. Entre 2009 e 2014, o Campo Mourão foi campeão estadual cinco vezes, constituindo uma dinastia no estado do Paraná na primeira metade da década de 2010.
A nível nacional, começou a ganhar destaque ao ser campeão da Copa Brasil Sul em 2011 e em 2013. No entanto, as participações discretas na Supercopa Brasil, à época o torneio de acesso ao Novo Basquete Brasil, impediram a equipe mourãoense de disputar a elite brasileira do basquete. Em 2014, a Liga Ouro passou a ser a divisão de acesso ao NBB. Nas duas primeiras edições da competição ficou em terceiro lugar. Na edição de 2016, o Campo alcançou a decisão da Liga Ouro. Após vencer os dois primeiros confrontos da decisão, o CMB levou a virada do Vasco da Gama na série, ficando com o vice. Com a desistência do São José em disputar a temporada 2016/17 do NBB, a Liga Nacional de Basquete convidou a equipe paranaense para a disputa. Assim, o Campo Mourão Basquete passou a integrar a elite do basquete do Brasil.
No NBB 2016-17, o time mourãoense teve uma campanha de destaque na fase de classificação logo na primeira participação no campeonato e garantiu vaga nos playoffs oitavas de final, onde enfrentaria o Universo/Vitória. A série foi muito disputada e equilibrada, com o Campo Mourão sendo eliminado após ser derrotado no jogo cinco. No entanto, na temporada seguinte, o desempenho não foi o mesmo, e o time terminou na penúltima colocação da fase de classificação (14º), tendo como consequência o rebaixamento para a Liga Ouro. 
Na Liga Ouro 2019, chegou até o playoff semifinal e acabou eliminado pelo São Paulo FC por três jogos a dois. Depois de um processo de reformulação nas divisões inferiores do basquete brasileiro, a Liga Ouro acabou extinta e abriu possibilidade para um retorno mais simples ao NBB, uma vez que o Campo Mourão Basquete já possuía o vínculo associativo com a Liga Nacional de Basquete. Porém, a diretoria do time viu que não conseguiria cumprir os requisitos necessários e acabou preferindo não participar do NBB 2019-20 e estruturar o projeto para disputar o NBB 2020-21, objetivo atingido com a confirmação do CMB entre os participantes do NBB 13.

## Títulos (masculino)

### Estaduais
- Campeonato Paranaense: 5 vezes (2009, 2010, 2012, 2013 e 2014)

### Outros torneios
- Copa Brasil Sul: 2 vezes (2011 e 2013)

- Copa Sul-Brasileira: 2012